# Irwingiowate

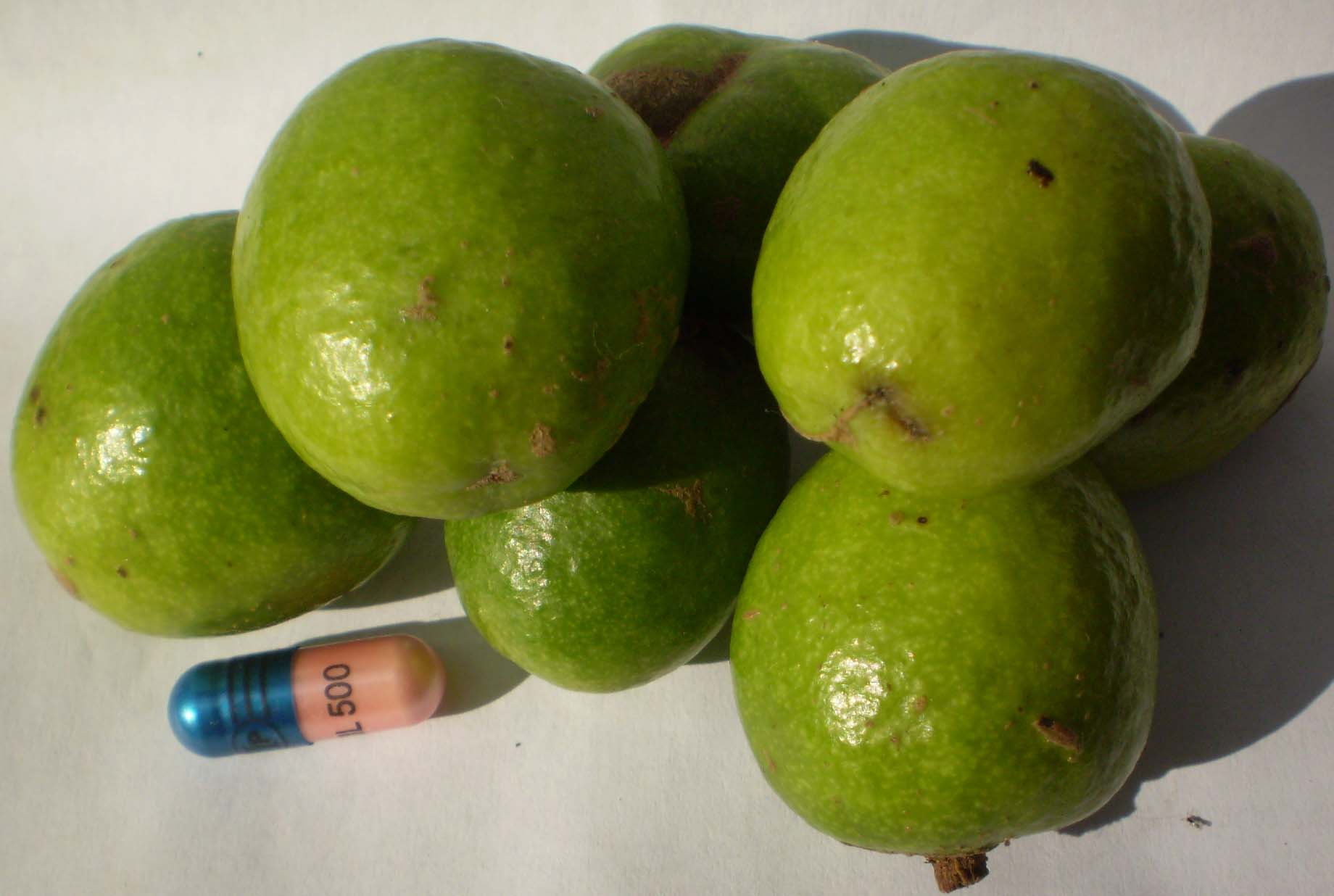
Owoce Irvingia malayana

Irwingiowate (Irvingiaceae) – rodzina roślin okrytonasiennych z rzędu malpigiowców. Skupia 12 gatunków z czterech rodzajów spotykanych w tropikach Afryki oraz Azji południowo-wschodniej. Występują one w lasach na terenach suchych, rzadziej nad rzekami, na terenach zalewowych. Mięsiste owoce kilku gatunków z rodzaju irwingia są spożywane. Z nasion Irvingia gabonensis wytłacza się tłuszcz (tzw. „masło cay-cay”) wykorzystywany m.in. do wytwarzania czekolady. W Afryce zachodniej miażdżone nasiona tego gatunku są spożywane także jako dodatek do potraw rybnych.

## Morfologia
Do irwingiowatych należą drzewa, w tym także osiągające okazałe rozmiary – do 55 m wysokości. Drzewa z gatunku Klainedoxa gabonensis wyróżniają się potężnymi korzeniami szkarpowymi. Liście są skrętoległe, całobrzegie, owalne lub eliptyczne, krótkoogonkowe. Mają charakterystyczne, okazałe, asymetryczne, złączone w pary przylistki. Okazałe są także ostro zakończone pąki. Drobne kwiaty (do 4 mm długości) zebrane są w kątowo lub szczytowo wyrastające wiechowate kwiatostany. Kwiaty są promieniste, obupłciowe, 5-krotne. Działki kielicha i płatki korony są wolne. Na masywnym dysku kwiatowym wyrasta w pojedynczym okółku 10 pręcików dłuższych od okwiatu, otaczających zalążnię górną, składającą się z 2 do 5 zrośniętych owocolistków. Owocem jest zwykle pestkowiec, tylko u Desbordesia skrzydlak.

## Systematyka
Pozycja systematyczna według APweb (aktualizowany system APG IV z 2016)
Rodzina o niejasnej pozycji w obrębie malpigiowców (Malpighiales) należących do kladu różowych w obrębie okrytonasiennych. W różnych analizach filogenetycznych uznawana była za siostrzaną dla lnowatych (Linaceae), w innych za spokrewnioną z rodziną Putranjivaceae lub rodzinami krasnodrzewowatych (Erthroxylaceae) i Ixonanthaceae. Dawniej (np. system Cronquista z 1981) rośliny tu zaliczane były klasyfikowane jako podrodzina Irvingioideae w obrębie biegunecznikowatych (Simaroubaceae). W systemie APG IV rodzina została uzupełniona o rodzaj Allantospermum Forman (wcześniej klasyfikowany do Ixonanthaceae) i sytuowana jest jako siostrzana dla rodziny Pandaceae.
|  | Ctenolophonaceae                                                                                       |
|  | |
|  | \| \| Erythroxylaceae – krasnodrzewowate \| \| \| \| \| \| Rhizophoraceae – korzeniarowate \| \| \| \| |
|  | |
|  | Erythroxylaceae – krasnodrzewowate                                                                     |
|  | |
|  | Rhizophoraceae – korzeniarowate                                                                        |
|  | |

|  | Erythroxylaceae – krasnodrzewowate |
|  |                                    |
|  | Rhizophoraceae – korzeniarowate    |
|  |                                    |

|  | Irvingiaceae – irwingiowate |
|  |                             |
|  | Pandaceae                   |
|  |                             |

|  | Clusiaceae – kluzjowate |
|  |                         |
|  | Bonnetiaceae            |
|  |                         |

|  | Calophyllaceae – gumiakowate                                                                   |
|  |                                                                                                |
|  | \| \| Hypericaceae – dziurawcowate \| \| \| \| \| \| Podostemaceae – zasennikowate \| \| \| \| |
|  |                                                                                                |
|  | Hypericaceae – dziurawcowate                                                                   |
|  |                                                                                                |
|  | Podostemaceae – zasennikowate                                                                  |
|  |                                                                                                |

|  | Hypericaceae – dziurawcowate  |
|  |                               |
|  | Podostemaceae – zasennikowate |
|  |                               |

|  | Clusiaceae – kluzjowate |
|  |                         |
|  | Bonnetiaceae            |
|  |                         |

|  | Calophyllaceae – gumiakowate                                                                   |
|  |                                                                                                |
|  | \| \| Hypericaceae – dziurawcowate \| \| \| \| \| \| Podostemaceae – zasennikowate \| \| \| \| |
|  |                                                                                                |
|  | Hypericaceae – dziurawcowate                                                                   |
|  |                                                                                                |
|  | Podostemaceae – zasennikowate                                                                  |
|  |                                                                                                |

|  | Hypericaceae – dziurawcowate  |
|  |                               |
|  | Podostemaceae – zasennikowate |
|  |                               |

|  | Clusiaceae – kluzjowate |
|  |                         |
|  | Bonnetiaceae            |
|  |                         |

|  | Calophyllaceae – gumiakowate                                                                   |
|  |                                                                                                |
|  | \| \| Hypericaceae – dziurawcowate \| \| \| \| \| \| Podostemaceae – zasennikowate \| \| \| \| |
|  |                                                                                                |
|  | Hypericaceae – dziurawcowate                                                                   |
|  |                                                                                                |
|  | Podostemaceae – zasennikowate                                                                  |
|  |                                                                                                |

|  | Hypericaceae – dziurawcowate  |
|  |                               |
|  | Podostemaceae – zasennikowate |
|  |                               |

|  | Clusiaceae – kluzjowate |
|  |                         |
|  | Bonnetiaceae            |
|  |                         |

|  | Calophyllaceae – gumiakowate                                                                   |
|  |                                                                                                |
|  | \| \| Hypericaceae – dziurawcowate \| \| \| \| \| \| Podostemaceae – zasennikowate \| \| \| \| |
|  |                                                                                                |
|  | Hypericaceae – dziurawcowate                                                                   |
|  |                                                                                                |
|  | Podostemaceae – zasennikowate                                                                  |
|  |                                                                                                |

|  | Hypericaceae – dziurawcowate  |
|  |                               |
|  | Podostemaceae – zasennikowate |
|  |                               |

|  | Ctenolophonaceae                                                                                       |
|  | |
|  | \| \| Erythroxylaceae – krasnodrzewowate \| \| \| \| \| \| Rhizophoraceae – korzeniarowate \| \| \| \| |
|  | |
|  | Erythroxylaceae – krasnodrzewowate                                                                     |
|  | |
|  | Rhizophoraceae – korzeniarowate                                                                        |
|  | |

|  | Erythroxylaceae – krasnodrzewowate |
|  |                                    |
|  | Rhizophoraceae – korzeniarowate    |
|  |                                    |

|  | Irvingiaceae – irwingiowate |
|  |                             |
|  | Pandaceae                   |
|  |                             |

|  | Clusiaceae – kluzjowate |
|  |                         |
|  | Bonnetiaceae            |
|  |                         |

|  | Calophyllaceae – gumiakowate                                                                   |
|  |                                                                                                |
|  | \| \| Hypericaceae – dziurawcowate \| \| \| \| \| \| Podostemaceae – zasennikowate \| \| \| \| |
|  |                                                                                                |
|  | Hypericaceae – dziurawcowate                                                                   |
|  |                                                                                                |
|  | Podostemaceae – zasennikowate                                                                  |
|  |                                                                                                |

|  | Hypericaceae – dziurawcowate  |
|  |                               |
|  | Podostemaceae – zasennikowate |
|  |                               |

|  | Clusiaceae – kluzjowate |
|  |                         |
|  | Bonnetiaceae            |
|  |                         |

|  | Calophyllaceae – gumiakowate                                                                   |
|  |                                                                                                |
|  | \| \| Hypericaceae – dziurawcowate \| \| \| \| \| \| Podostemaceae – zasennikowate \| \| \| \| |
|  |                                                                                                |
|  | Hypericaceae – dziurawcowate                                                                   |
|  |                                                                                                |
|  | Podostemaceae – zasennikowate                                                                  |
|  |                                                                                                |

|  | Hypericaceae – dziurawcowate  |
|  |                               |
|  | Podostemaceae – zasennikowate |
|  |                               |

|  | Clusiaceae – kluzjowate |
|  |                         |
|  | Bonnetiaceae            |
|  |                         |

|  | Calophyllaceae – gumiakowate                                                                   |
|  |                                                                                                |
|  | \| \| Hypericaceae – dziurawcowate \| \| \| \| \| \| Podostemaceae – zasennikowate \| \| \| \| |
|  |                                                                                                |
|  | Hypericaceae – dziurawcowate                                                                   |
|  |                                                                                                |
|  | Podostemaceae – zasennikowate                                                                  |
|  |                                                                                                |

|  | Hypericaceae – dziurawcowate  |
|  |                               |
|  | Podostemaceae – zasennikowate |
|  |                               |

|  | Clusiaceae – kluzjowate |
|  |                         |
|  | Bonnetiaceae            |
|  |                         |

|  | Calophyllaceae – gumiakowate                                                                   |
|  |                                                                                                |
|  | \| \| Hypericaceae – dziurawcowate \| \| \| \| \| \| Podostemaceae – zasennikowate \| \| \| \| |
|  |                                                                                                |
|  | Hypericaceae – dziurawcowate                                                                   |
|  |                                                                                                |
|  | Podostemaceae – zasennikowate                                                                  |
|  |                                                                                                |

|  | Hypericaceae – dziurawcowate  |
|  |                               |
|  | Podostemaceae – zasennikowate |
|  |                               |

Wykaz rodzajów
- Allantospermum Forman – dwa gatunki z Madagaskaru i zachodniej Malezji,
- Desbordesia Pierre ex Tiegh. – jeden gatunek w DR Konga,
- Irvingia Hook. f. – irwingia – 6 gatunków w środkowej Afryce, 1 w Azji południowo-wschodniej,
- Klainedoxa Pierre ex Engl. – dwa gatunki w Afryce środkowej.